# Камілла Ле Дантю

Камілла Петрівна Івашова (Ле Дантю). 1831 рік. Акварель Бестужева.

Камілла Петрівна Ле Дантю  (17 червня 1808 — 30 грудня 1839) —  дружина (з 16 вересня 1831 року) декабриста  Івашева, яка прибула за ним в  Петровський завод.

## Біографія
Камілла Петрівна Ле Дантю народилася 17 червня 1808 року в сім'ї француза П'єра Рене Ле Данте, комерсанта, республіканця за переконаннями, вимушеного у період правління Наполеона переселитися до  Голландії. Після заняття її французами він виїхав до  Росії. Він був одружений зі своєю співвітчизницею, Марі-Сесіль. 
Від П'єра Ле Данте у неї було три дочки і два сина. 
У 1812 році родина переселяється з Петербурга до Симбірська. 
Там мати Камілли працювала  гувернанткою в сім'ї поміщика Івашева. У маєтку Івашева Камілла вперше побачила сина господарів Василя Петровича - блискучого кавалергардського офіцера, художника, чудового музиканта. Молодий чоловік справив на Каміллу глибоке враження. Вона була таємно закохана в майбутнього чоловіка, але змогла відкрити почуття тільки після його засудження. У 1831 році після тривалих клопотів отримала офіційний дозвіл на від'їзд до Сибіру. 9 вересня 1831 року вона прибула до  Петровського заводу, а через шість днів відбулося весілля  Василя Івашева з Каміллою Ле Дантю. З цієї нагоди колишній князь, поет  Одоєвський склав чергову урочисту  оду "На приїзд до Сибіру до нареченого".,
Шлюб виявився щасливим, але недовгим. У 1835 році  Івашеву дозволили вийти на поселення в місто Туринськ. Завдяки допомозі рідних молода сім'я могла тут жити у відносно комфортних умовах. Камілла народила четверо дітей. Перший син, Олександр, народився ще в  Петровському заводі, але прожив близько року. У 1835 році народилася дочка Марія, в 1837 — син Петро, у 1838 році — дочка Віра. 
Радістю від сімейного життя Василь ділиться з батьками: «Нехай дарує нам небо, мені і моїй Камілли, продовження того безхмарного і повного щастя, яким ми безперервно насолоджуємося в нашему мирному сімейному життї».   
Взимку 1839 року Камілла сильно застудилася, у неї відбулися передчасні пологи. Врятувати матір та народжену дівчинку не вдалося. 30 грудня 1839 року Камілла померла у Туринську. Їй був всього 31 рік.
 Івашев дуже важко переживав смерть дружини і через рік у день її смерті помер. Турботу про дітей взяла на себе мати Камілли, Марі-Сесіль Ле-Дантю, яка приїхала до Сибіру за кілька місяців до смерті доньки. Їй всіляко допомагали друзі Івашева  Пущин Іван Іванович,  Микола Басаргін,  Гебль та  Іван Анненков.
У липні 1841 року було отримано дозвіл на виїзд з Сибіру, і Ле-Данте відвезла дітей, які отримали прізвище Васильєвих, до Симбірська до їх тітці княгині Катерині Петрівні Хованської, що взяла їх під свою опіку. Тільки в 1856 році за маніфестом про амністію дітям Василя і Камілли Івашевих було повернуто прізвище батька і дворянство.